# 七宗罪 (小說)
《七宗罪》是由著名形象指導馬天佑、作家筆華棋和攝影師CK（陳錦強）合編的一本圖片短篇集，由三個不同角度出發，集文字、時裝、攝影於一身的讀物，為聖經內的「七宗罪」注入80後獨有的新定義。

## 故事大綱
陳法拉 飾演《貪婪》：男的貪玩、女的貪錢，但大家所看到的表面又會否是貪婪的真面目？
郭采潔 飾演《傲慢》：他只是喝著一支 New World 平酒便以為自己是新世界鄭生。
文詠珊 飾演《憤怒》：怒火，未解決？網上見。
關心妍 飾演《妒忌》：她妒忌的不只是別人腳上的Christian Louboutin，而是為何自己不是強國人。
官恩娜 飾演《貪食》：「Baby-fat也只不過是sugar-coat了的一嚿屎。」
范瑋琪 飾演《懶惰》：在床上度過了一整天生活，卻不用離床半步，其生活竟比正常人精彩得多！
陳靜 (香港)（DaDa） 飾演《色慾》：一個發生於公廁的愛情故事，展現性慾背後，其實每個人也渴望被愛。

## 製作理念
這是一個由馬天佑和筆華棋閒談間構思的企劃，緣於馬天佑對於當時的拍攝工作感到厭倦，於是筆華棋便建議何不拍多輯照片，再把每輯照片賦予一個故事，那麼完成後，除了相展之外，
還可以製作一本書。結果馬天佑便拍板決定開始這個企劃，並以「七宗罪」作為主題，邀請了筆華棋負責文字，攝影師CK（陳錦強）負責攝影。馬天佑亦邀請了七位港台女星參與拍攝，香港代表包括陳法拉、
文詠珊、關心妍、官恩娜、郭采潔、陳靜 (香港)；台灣則有郭采潔和范瑋琪，特地飛來香港參與拍攝。序方面更邀請了周柏豪和陳國輝（導演）撰寫。2013年於香港書展正式推出，
總共有七個不同封面。